# Jean-Antoine Dosfant
Jean-Antoine Dosfant (14 juillet 1724 à Chassignolles - 19 juillet 1798 à Paris), est un homme politique français.

## Biographie
Notaire à Paris, Jean-Antoine Dosfant est élu, le 18 mai 1789, député du tiers aux États généraux par la ville de Paris. Le 18 juillet 1790, il demanda la parole pour présenter une motion sur les dispenses de mariage, qui fut renvoyée aux comités ecclésiastique et de la constitution. 
En 1792, il achète les châteaux du Viallard et de Lair, aujourd'hui tous deux disparus, à Laval-sur-Doulon, commune limitrophe de celle de sa naissance.

## Source
- « Jean-Antoine Dosfant », dans Adolphe Robert et Gaston Cougny, Dictionnaire des parlementaires français, Edgar Bourloton, 1889-1891 [détail de l’édition]
- Christian de Seauve, Notes sur les châteaux disparus du Viallard et de l’Air à Laval-sur-Doulon : in Cahiers de la Haute-Loire 2008, Le Puy-en-Velay, Cahiers de la Haute-Loire, 2008[1],[2]